# Nārsingi
Nārsingi är en ort i Indien.   Den ligger i distriktet Medak och delstaten Telangana, i den centrala delen av landet, 1 200 km söder om huvudstaden New Delhi. Nārsingi ligger 551 meter över havet och antalet invånare är 6 445.
Terrängen runt Nārsingi är platt. Runt Nārsingi är det tätbefolkat, med 266 invånare per kvadratkilometer. Närmaste större samhälle är Medak, 17,3 km väster om Nārsingi. Trakten runt Nārsingi består till största delen av jordbruksmark.